# Martin Wannholt
Erik Martin Wannholt, född 2 mars 1967 i Älvsborgs församling i Göteborg, är en politiker och företagare från Göteborg. Sedan valet 2018 är han kommunalråd för Demokraterna.

## Politisk verksamhet
Wannholt tillhörde tidigare Moderaterna, har varit vikarierande politisk sekreterare för Jan Hallberg och var under perioden 2010–2014 ett av tretton kommunalråd i Göteborgs kommun. Han var under sin tid som moderat kommunalråd ansvarig för partiets politik inom trafik-, stadsbyggnads- och miljöfrågor.

### Kommunalrådspost hösten 2014
Inför valet 2014 uttalade Wannholt sitt motstånd mot Västlänken, vilket gick emot partilinjen hos Moderaterna i Göteborg.
I valet 2014 fick Wannholt flest personvalsröster, men nominerades trots detta inte av sitt eget parti till omval på sin kommunalrådspost. Wannholt inledde då en valteknisk samverkan med partiet Vägvalet inför voteringen, och blev på ett kuppartat sätt omvald till kommunalråd i Göteborgs kommun. Resultatet blev att kommunalrådsposterna fördelades proportionellt, där Vägvalet tillsammans med Wannholt utgjorde nödvändig mängd för att erhålla en post, och innebar att Miljöpartiet gick miste om ett tilltänkt kommunalråd.
Kuppen, som var på förhand okänd för Moderaterna och dess ledare i Göteborg Jonas Ransgård, skapade stor uppmärksamhet. Den 28 november 2014 meddelade partistyrelsen att Wannholt utesluts från partiet på grund av stadgebrott efter att, på eget initiativ och utan mandat, valt att samverka med ett konkurrerande parti vid tillsättandet av kommunalråd.

### Start av nytt parti, Demokraterna
I maj 2017 startade han partiet Demokraterna tillsammans med bland andra integrationspolisen Ulf Boström och sjuksköterskan och debattören Mariette Risberg.
Hans parti ställde upp i Göteborgs kommunval och i landstingsvalet Västra Götalandsregionen den 9 september 2018., och fick fem mandat i landstinget och en vågmästarroll med fjorton mandat i kommunfullmäktige.